# Kristýna Lavičková
Kristýna Lavičková (* 24. Januar 2002) ist eine tschechische Tennisspielerin.

## Karriere
Lavičková begann mit vier Jahren das Tennisspielen und bevorzugt Hartplätze. Sie spielt hauptsächlich Turniere auf der ITF Women’s World Tennis Tour, wo sie bislang einen Titel im Doppel gewinnen konnte.
2019 schied sie in Wimbledon im Juniorinneneinzel bereits in der ersten Runde in drei Sätzen gegen Erin Richardson aus. Im Juniorinnendoppel erreichte sie mit ihrer Partnerin Linda Fruhvirtová mit einem Dreisatz-Sieg in der ersten Runde gegen Thasaporn Naklo und Mananchaya Sawangkaew die zweite Runde, wo die Paarung dann ebenfalls in drei Sätzen mit 6:4, 6:74 und 3:6 gegen Alina Tscharajewa und Anastassija Sergejewna Tichonowa unterlag.
Bei den Australian Open 2020 erreichte sie im Juniorinneneinzel mit einem Sieg über Matilda Mutavdzic die zweite Runde, wo sie Victoria Jiménez Kasintseva unterlag. Im Juniorinnendoppel erreichte sie mit ihrer Partnerin Darja Viďmanová das Achtelfinale.

## Turniersiege

### Doppel
| Nr. | Datum            | Turnier             | Kategorie | Belag     | Partnerin    | Finalgegnerinnen                   | Ergebnis  |
| --- | ---------------- | ------------------- | --------- | --------- | ------------ | ---------------------------------- | --------- |
| 1.  | 13. Februar 2021 | Scharm asch-Schaich | ITF W15   | Hartplatz | Anna Sisková | Miharu Imanishi Justina Mikulskytė | 7:60, 6:4 |